# 세가리우
세가리우(Segariu)는 이탈리아 사르데냐 주 수드사르데냐도에 있는 코무네이다. 칼리아리에서 북서쪽으로 약 40 킬로미터 (25 mi) 떨어져 있고, 산루리에서 동쪽으로 약 7 킬로미터 (4 mi) 떨어져 있다. 2004년 12월 31일 기준 인구는 1,353명이고 면적은 16.7 제곱킬로미터 (6.4 mi2)이다.
세가리우는 다음 코무네와 경계를 이룬다: 푸르테이, 구아실라, 빌라마르.